# لشکر پنجم پیاده‌نظام (ورماخت)
لشکر پنجم پیاده‌نظام (آلمانی: 5. Infanterie-Division) یکی لشکرهای پیاده‌نظام رایشسور و ورماخت بود که در جنگ جهانی دوم به نبرد پرداخت. این لشکر پس از تحمل تلفات سنگین در نبرد با ارتش سرخ در جبهه شرقی، مجدداً سازماندهی و در ماه دسامبر سال ۱۹۴۱ به لشکر پنجم پیاده‌نظام سبک و در ماه ژوئیه سال ۱۹۴۲ به لشکر پنجم یگر تغییر عنوان داد.

## تشکیل و سازمان
لشکر پنجم پیاده‌نظام در ماه اکتبر سال ۱۹۳۴ تشکیل شد.
- یگان‌های بسیج‌شده لشکر در موج نخست در ۲۵ اوت سال ۱۹۳۹:[۲]
  - هنگ ۱۴ پیاده‌نظام
  - هنگ ۵۶ پیاده‌نظام
  - هنگ ۷۵ پیاده‌نظام
  - هنگ ۵ توپخانه
  - گردان ۱ هنگ ۴۱ توپخانه
  - یگان‌های ۵ پشتیبانی لشکر

ماه ژانویه سال ۱۹۴۰ گردان ۵ جایگزینی با جدا شدن از لشکر، گردان ۳ هنگ ۳۲۴ پیاده‌نظام از لشکر صد و شصت و سوم پیاده‌نظام را ایجاد کرد. ماه فوریه همان سال ستاد و گردان ۲ هنگ ۵۶ پیاده‌نظام از لشکر جدا شد به لشکر دویست و نود و دوم در موج هشتم بسیج منتقل گشتند. ماه اکتبر ستاد و گردان ۳ هنگ ۱۴ پیاده‌نظام، گردان ۳ هنگ ۵۶ پیاده‌نظام و گردان ۳ هنگ ۷۵ پیاده‌نظام به لشکر صد و بیست و پنجم پیاده‌نظام انتقال یافتند. این یگان‌ها با یگان‌های تازه‌تشکیل‌یافته جایگزین شدند.
این لشکر پس از تحمل تلفات سنگین در نبرد با ارتش سرخ در جبهه شرقی، روز ۱ دسامبر سال ۱۹۴۱ در فرانسه مجدداً سازماندهی و به لشکر پنجم پیاده‌نظام سبک با ادوات رزم در مناطق کوهستانی، تغییر عنوان داد. هنگ ۱۴ پیاده‌نظام به لشکر هفتاد و هشتم پیاده‌نظام پیوست و دو هنگ دیگر لشکر به هنگ یگر تبدیل شدند.
| عنوان لشکر              | نام             | درجه                                                         | آغاز فرماندهی  | پایان فرماندهی |
| ----------------------- | --------------- | ------------------------------------------------------------ | -------------- | -------------- |
| لشکر پنجم پیاده‌نظام     | اویگن هان       | انتصاب با درجه سرتیپ ارتقا به درجه سرلشکر (اول اوت ۱۹۳۶)     | اول اکتبر ۱۹۳۴ | ۱۰ اوت ۱۹۳۸    |
| لشکر پنجم پیاده‌نظام     | ویلهلم فارمباخر | انتصاب با درجه سرتیپ ارتقا به درجه سرلشکر (۳۱ مه ۱۹۳۹)       | ۱۵ اوت ۱۹۳۸    | ۲۵ اکتبر ۱۹۴۰  |
| لشکر پنجم پیاده‌نظام     | کارل آلمندیگر   | سرتیپ                                                        | ۲۵ اکتبر ۱۹۴۰  | ژانویه ۱۹۴۱    |
| لشکر پنجم پیاده‌نظام     | والتر یوست      | سرهنگ                                                        | ژانویه ۱۹۴۱    | نوامبر ۱۹۴۱    |
| لشکر پنجم پیاده‌نظام سبک | والتر یوست      | سرهنگ                                                        | ژوئیه ۱۹۴۲     | ژوئیه ۱۹۴۲     |
| لشکر پنجم یگر           | هلموت توم       | انتصاب با درجه سرتیپ ارتقا به درجه سرلشکر (اول سپتامبر ۱۹۴۳) | اول فوریه ۱۹۴۳ | ۱۶ اوت ۱۹۴۴    |
| لشکر پنجم یگر           | فردریش سیکست    | سرتیپ                                                        | ۱۷ اوت ۱۹۴۴    | ۱۸ آوریل ۱۹۴۵  |
| لشکر پنجم یگر           | ادموند بلوروک   | سرلشکر                                                       | ۱۹ آوریل ۱۹۴۵  | ۳ مه ۱۹۴۵      |
|                         |                 |                                                              |                |                |

## کتابشناسی
- Nafziger, George (2000). The German Order of Battle: Infantry In World War II. STACKPOLE BOOKS. ISBN 1-85367-393-5.